# Natriumboorhydride
Natriumboorhydride is een natriumzout, met als brutoformule NaBH4. De stof komt voor als een wit, hygroscopisch kristallijn poeder. Dit zout is een reductor en wordt hoofdzakelijk gebruikt om geneesmiddelen en andere organische en anorganische verbindingen te maken. Natriumboorhydride is goed oplosbaar in water en methanol, maar reageert hevig met deze stoffen onder zure omstandigheden. In neutraal milieu is de reactie veel trager en kan het reagens in waterige oplossingen gebruikt worden. Deze anorganische verbinding werd in de jaren 40 van de 20ste eeuw ontdekt door de Amerikaanse scheikundige Hermann Irving Schlesinger.

## Synthese
Natriumboorhydride kan bereid worden uit een reactie van natriumhydride en trimethylboraat bij een temperatuur van 250 tot 270°C:
{\displaystyle {\ce {{B(OCH3)3}+ 4 NaH -> {NaBH4}+ 3 NaOCH3}}}
Het kan ook worden gesynthetiseerd uit een reactie van natriumhydride met verpulverd boriumsilicaatglas.

## Kristalstructuur
Natriumboorhydride kent 3 polymorfen: α, β en γ. α-NaBH4 is de meest stabiele structuur bij kamertemperatuur en atmosferische druk. Ze is analoog opgebouwd als natriumchloride (kubisch). Bij een druk van 6,3 GPa verandert de structuur ervan naar het tetragonale β-NaBH4; en bij een druk van 8,9 GPa naar het orthorombische γ-NaBH4.
|         |         |         |
| α-NaBH4 | β-NaBH4 | γ-NaBH4 |

## Toepassingen
Natriumboorhydride reduceert aldehyden en ketonen tot alcoholen, alsook de meer reactieve acylchloriden en thio-esters. De stof slaagt er evenwel niet in, in tegenstelling tot het sterkere reductiemiddel lithiumaluminiumhydride, om esters, amiden of carbonzuren te reduceren. Een andere toepassing is het uitvoeren van de demercurering in de oxymercurering-reductie.
In de analytische chemie wordt natriumboorhydride gebruikt om verbindingen van vluchtige metalen, zoals kwik, om te zetten in de vrije metalen. De vrije metalen kunnen vervolgens bijvoorbeeld met AAS bepaald worden.
Natriumboorhydride wordt ook gezien als mogelijke herbruikbare energiedrager in de vorm van (her)gebonden waterstof. Het heeft een hoge energiedichtheid ten opzichte van andere opslagvormen van waterstof (27 megajoule per liter), het benadert daarmee de energiedichtheid van diesel (36 megajoule per liter). Natriumboorhydride reageert (exotherm) met zeer zuiver water tot waterstof en NaBO2 (borax), waarbij de hoeveelheid waterstof die aan de Natriumboorhydride (NaBH4)zit verdubbelt bij vrijgave door de reactie met het water (H2O). Hierdoor is er dus minder waterstof nodig die aan de waterstofdrager verbonden moet worden. Momenteel wordt NaBH4 nog met fossiele energie geproduceerd, maar het is de bedoeling om deze in landen met een grote hoeveelheid hernieuwbare energie te produceren zoals het Zuid Europa, Midden-Oosten, Noord Afrika, Zuid-Amerika etc. Boor is wel een eindig product, en daarom wordt er hard aan gewerkt om het circulair te maken. In bijvoorbeeld Nederland werken daar de Universiteit van Amsterdam en de TU Delft aan.
De eerste toepassingen worden al gerealiseerd: het Havenbedrijf Amsterdam bouwt er een boot voor. 
De scheepvaart is een van de markten waar natriumboorhydride als energiedrager voor geïdentificeerd is. Natriumboorhydride heeft lage opslagkosten, heeft geen boil-off, kan geen giftige gassen veroorzaken en levert geen explosiegevaar op (mits droog opgeslagen) en is hierdoor toepasbaar in bijna alle markten waar een waterstofpijplijn niet kan komen of nog niet is.

## Toxicologie en veiligheid
Natriumboorhydride ontleedt bij verhitting of bij contact met zuren, metalen in poedervorm en water, waarbij onder andere het ontvlambare, explosieve waterstofgas wordt gevormd. Het is een sterke reductor en reageert hevig met oxiderende stoffen, waardoor brand- en explosiegevaar ontstaat.
De stof is corrosief voor de ogen, de huid en de luchtwegen.
In het kader van Vervoer van Gevaarlijke stoffen, is vervoer van natriumboorhydride in bulk niet toegestaan (ADR klasse 4.3 'Stoffen die in contact met water brandbare gassen ontwikkelen'). Dit geldt nationaal zowel als internationaal, voor alle modaliteiten.